# 春に愛されるひとに わたしはなりたい
｢春に愛されるひとに わたしはなりたい｣（はるにあいされるひとに わたしはなりたい）は、花澤香菜の楽曲。水野良樹が作詞、作曲を手掛けた。花澤の12枚目のシングルとして2018年2月7日にSACRA MUSICから発売された。

## シングル収録内容
| 全編曲: 佐橋佳幸。 |                                                        |           |           |       |
| #                  | タイトル                                               | 作詞      | 作曲      | 時間  |
| 1.                 | 「春に愛されるひとに わたしはなりたい」                | 水野良樹  | 水野良樹  | 4:40  |
| 2.                 | 「ひなたのしらべ」                                     | 花澤香菜  | 佐橋佳幸  | 2:04  |
| 3.                 | 「夜は伸びる」                                         | 花澤香菜  | 佐橋佳幸  | 4:30  |
| 4.                 | 「春に愛されるひとに わたしはなりたい (Instrumental)」 |           |           | 4:38  |
| 合計時間:          | 合計時間:                                              | 合計時間: | 合計時間: | 15:52 |

| #  | タイトル                                             | 作詞 | 作曲・編曲 |
| -- | ---------------------------------------------------- | ---- | ---------- |
| 1. | 「春に愛されるひとに わたしはなりたい」(Music Video) |      |            |